# Слоновая кость (цвет)

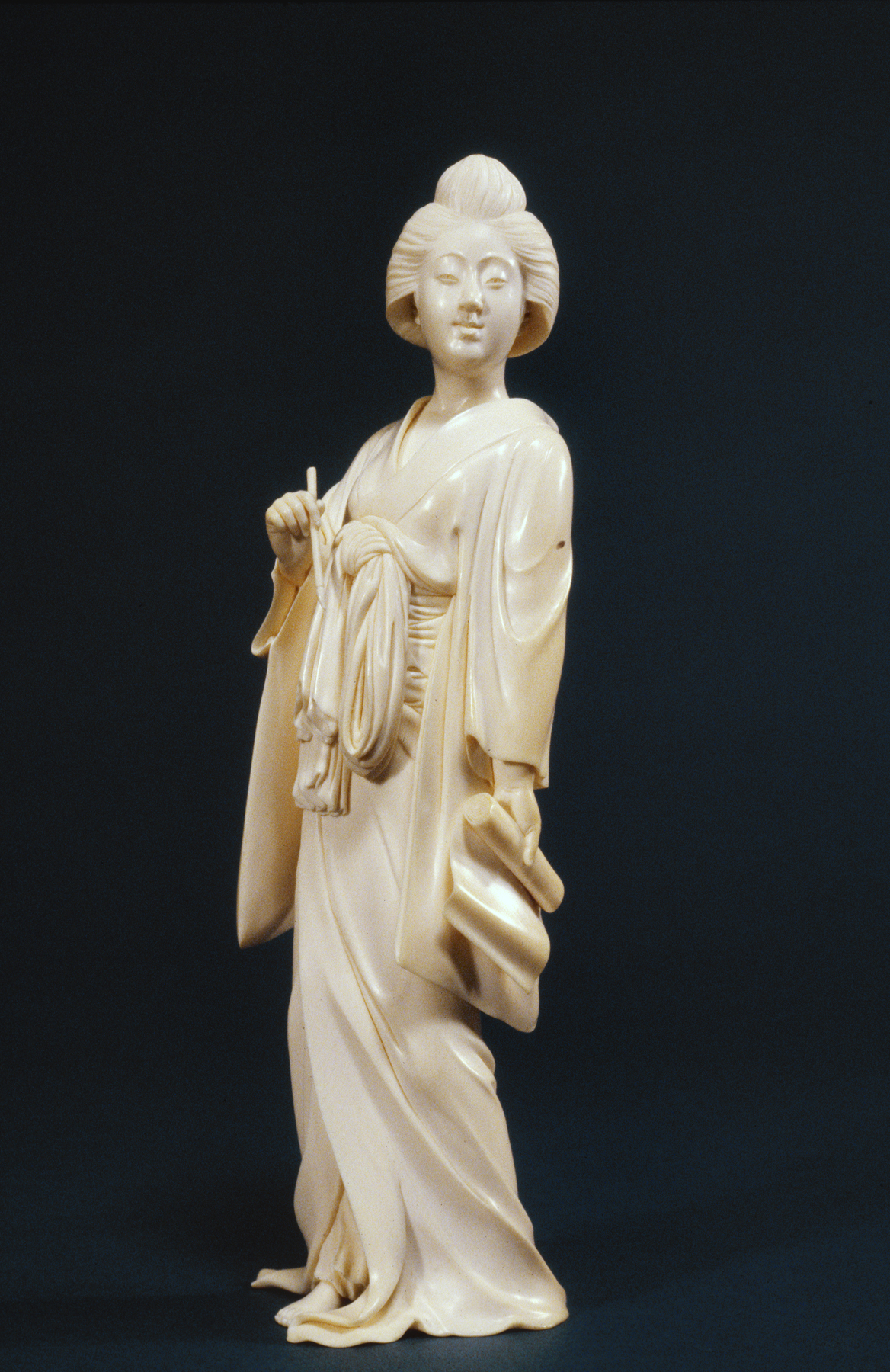
Статуэтка из натуральной слоновой кости, имеющая характерный тёплый желтовато-белый цвет

Слоновая кость  — оттенок белого цвета, который имеет сходство со слоновой костью (точнее, материалом бивней этих животных). У этого цвета лёгкий желтоватый оттенок.